# Llaviana
Llaviana (Laviana en castellà) és un conceyu de la comunitat autònoma del Principat d'Astúries. Limita al nord amb Bimenes i Nava, al sud amb Ayer, a l'est amb Piloña i Sobrescobiu i a l'oest amb Samartín del Rei Aurelio i Mieres.

## Història

### Prehistòria i edat Antiga
Les primeres mostres prehistòriques d'aquest conceyu són de l'edat del bronze com són els túmuls megalítics de Callacente i La Baúga i les destrals oposades de Villoria (Llaviana) i Tiraña. De la seva època castrenya hi ha pistes com el castro del Cercu, El Prau de Castiello i La Corona a Boroñes. Aquests castros són atribuïts a l'edat de ferro, però no tenen una datació fixa per la seva falta d'excavació.
Del seu període romà hi ha poques notícies fidedignes doncs encara que se situen estructures arquitectòniques com són el pont de Villoria o la torrassa de El Condao, a més d'explotacions mineres, els seus estudis més recents situen només en aquesta zona una ruta romana que creuaria la vall del Nalón per a travessar el port de Tarna.

### Edat mitjana i Moderna

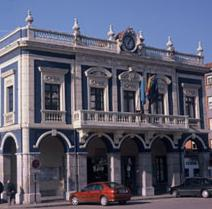
Ajuntament de Llaviana

De la seva època medieval hi ha poques notícies també, car algunes es consideren poc fidedignes. El que sí aquesta clar és l'existència d'una demarcació amb el nom de Flaviana, els representants del qual acudeixen al concili d'Oviedo de l'any 1115. En aquesta època un monestir que estava ja acaparant gran importància era el de San Vicente d'Oviedo. En aquestes dates aquesta demarcació ja comptava amb un càrrec adscrit al seu govern, tenint ja gran importància comarcal i regional a causa de la ruta que creuava tot la vall del Nalón.
Fou en el segle xiv, quan la zona del Nalón sofreix un canvi en la seva ordenació territorial i urbanística, així totes aquestes zones es veuen dotades d'un centre administratiu. La pobla que jerarquitzava el territori de Llaviana és de 1344. Es data la fundació d'aquest vilatge a la fi del segle xiii. Com a lloc de trànsit, La Pola Llaviana no va assolir gran desenvolupament demogràfic, però la seva composició social sí marca una diferència amb el seu entorn agrari, així se suposa la presència en aquesta pobla de notari, ferrer, fuster, etc. A part del domini patrimonial exercit pel monestir de San Vicente, també hi ha un influx creixent de les famílies senyorials. En el segle xiv, la situació del conceyu de Llaviana, continuava amb vedats que escapaven de la jurisdicció, aquests eren els vedats de San Vicente i de Villoria, que mantindrien una estructura rural i ramadera havent de pagar el delme als seus senyors i viure sota la seva jurisdicció marcada pel despotisme.
Amb la desamortización de Felip II, és quan alguns vedats són redimits pel poble, com el vedat de l'Entralgo incorporant-se al conceyu de Llaviana, no aconseguint altres vedats sortir de les mans dels seus senyors, com el vedat de Tiraña. En el segle xviii, quedaran només dos enclavaments en aquesta zona, el vedat de Tiraña i el vedat de Villoria. La guerra de la Independència no va tenir especial incidència, únicament el pas de les tropes franceses per les rutes de Tarna i San Isidro, aquí sí que hi ha alguns successos d'heroisme local. Les guerres carlines en la seva tercera guerra destaca la seva participació, ja que forces armades arribarien a en les seves corregudes la major part d'Astúries incloent el conceyu de Ḷḷena.

### Seglexixfins ara
En el segle xix, hi ha noves transformacions per a Llaviana, amb el triomf de les idees liberals que portarien la dissolució de totes les jurisdiccions senyorials i la seva incorporació als respectius conceyos, així els vedats de Tiraña i Villoria s'incorporen a la jurisdicció de l'Ajuntament de Llaviana que adquireix la unitat administrativa que conserva avui dia. Hi ha un altre canvi substancial, el ferrocarril de Llangréu s'estén fins a la terminal de Pola, el que portarà a Llaviana el desenvolupament miner i industrial. Es funda l'empresa Coto Musel que deixarà una gran quantitat de canvis en l'estructura de Llaviana. Totes aquestes noves activitats van produir notables canvis en les condicions de vida i en les idees, ja que fins a mitjans d'aquest segle aquest conceyu era eminentment agrari. Això ens ho demostra la crisi de subsistència de 1834.
En el segle xx, ja té una gran activitat minera. Va tenir una especial incidència la vaga general de 1917 que va ser suprimida amb una dura repressió que no assoliria afeblir les idees del moviment obrer. En 1934 part de la seva població participa en els successos revolucionaris d'octubre que culminarien amb la presa de la capital provincial. En la Guerra Civil, Llaviana queda enquadrada en la zona Republicana i serà l'últim reducte del Front Nord a Espanya. Un cop conclosa la guerra, les partides guerrilleres van seguir combatent, destacant la de Lisardo, sent la zona una de les quals va tenir una major repressió, deixant les seves més trists episodis. Amb la política econòmica franquista l'activitat minera va tenir una sensible reanimación i un gran creixement demogràfic. A partir de la dècada dels setanta hi ha una profunda crisi del sector miner, la qual cosa va portar la creació com un intent de reestructuració de HUNOSA que amb el temps va reunir la major part de les explotacions mineres. L'única activitat minera, va quedar reduïda al pou Carrio i moltes persones es van desplaçar a les mines de la zona baixa de la conca.

## Geografia
Està a una distància de la capital del Principat, Oviedo, de 33 quilòmetres. Les seves principals vies de comunicació són: AS-17, que travessa el conceyu d'oest a est, l'AS-251 que enllaça amb Samartín del Rei Aurelio i l'AS-252 que uneix La Pola Llaviana amb Ayer. Situat en la conca del riu Nalón, la seva superfície es compon principalment de massa forestal (46,48%), pastures (38,75%) i terreny improductiu (10,36%). La resta es reparteix en superfície no agrícola (3,37%), terres de cultiu (0,58%) i aigua (0,46%).
El paisatge de Llaviana està constituït bàsicament d'una vega estreta a la riba del riu Nalón, envoltada de forests. En aquesta vega trobem les poblacions més importants (La Pola Llaviana, Los Barreros i El Condao) i les principals vies de comunicació (la carretera AS-17 Avilés – Port de Tarna i el ferrocarril La Pola Llaviana – Gijón). El riu Nalón, que creua el conceyu d'est a oest, és alimentat per diversos afluents al seu pas per ell, entre els quals destaquen el riu la Xerra (o El Condao), el riu la Caya (o de la Rebollada) i el ric Tiraña convergint per la seva dreta, i el riu Soto, El Raigusu (o riu Ribota) i el ric Villoria convergint per la seva esquerra. La meitat occidental del territori de Llaviana forma part de la conca hullera del Nalón.
El relleu es compon principalment de les valls i serralades formats per l'erosió fluvial sobre materials carbonífers. En la part oriental trobem un substrat calizo que correspon a les zones de major altitud. Les principals forests de Llaviana són Peña Mea (1.560 m), la Triguera (1.291 m), la Xamoca (1.288 m) i el pic Tres Concejos (1.097 m). El riu Nalón creua el conceyu, sent en La Pola on assoleix la seva major amplitud, els seus afluents més importants són pel marge dret: el riu Xerra, el riu la Pontona i el ric Tisaña. Pel marge esquerre el riu Soto, El Raigusu, el riu Villoría i el Rimontán.

## Parròquies

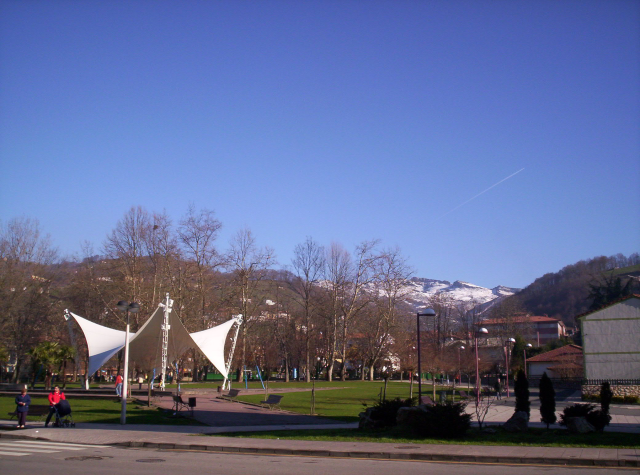
Parc de La Pola Llaviana

El conceyu de Llaviana està format per 9 parròquies rurals:
- Los Barreros
- Carrio
- El Condao
- Entrialgo
- Llorío
- La Pola Llaviana
- Tiraña
- Tolivia
- Villoria

## Evolució demogràfica
Durant tot el segle xx, va tenir el mateix desenvolupament de la resta dels conceyos miners, fins a 1940 creixent més de pressa que la mitjana d'Astúries, exceptuant Mieres i Llangréu. El seu increment més elevat el coneix en 1950 a l'arribar a 14.946 habitants i comença el seu declivi igual que en altres zones mineres en 1960. Des d'aquesta data el seu desenvolupament és diferent a la resta dels conceyos miners, ja que La Pola Llaviana ha desenvolupat en els últims anys un important sector terciari. La seva estructura demogràfica, està envellida, ja que ell nombre de joves és un poc més que el d'ancians. Más de la meitat de la seva població viu en La Pola amb 8.149 habitants i el seu segon nucli és Los Barreros amb 2.047 habitants.

## Economia
Bona part de la seva població està jubilada i prejubilada, el que està portant un nou canvi amb un reaprofitament de prats i forests i un ressorgir de la ramaderia, que a més compta amb bones subvencions. El sector primari que en 1984 era el 13,01% passa en 2000 al 9,3%, el sector secundari passa del 41,49% al 25% i el terciari del 49,88% al 65,70%. Aquí es veu el canvi produït en aquest conceyu, en un període tan curt com el de 12 anys.
Aquest conceyu és de tradició agrícola i ramadera, una mica que es mostra en els seus pasturatges. Les explotacions mineres van condicionar la situació del seu poblament, concentrat entorn del Nalón, encara que en l'actualitat només hi ha un pou huller, el Carrio. Moltes persones continuen amb aquesta activitat però en conceyos veïns. El que ha augmentat considerablement ha estat el sector comercial i el turístic.

## Política
Al conceyu de Llaviana, des de 1979, l'únic partit que ha governat ha estat el PSOE. L'alcalde és José Marcial Barreñada.
|      | PSOE | PP | IU-BA | URAS | Altres | Total |
| ---- | ---- | -- | ----- | ---- | ------ | ----- |
| 2003 | 8    | 4  | 4     | 1    | 0      | 17    |
| 2007 | 8    | 5  | 3     | 1    | 0      | 17    |

## Personatges il·lustres
- Armando Palacio Valdés, escriptor.
- Roberto Canella, futbolista.